# Ramón Isaac Alcaraz
Ramón Isaac Alcaraz (Chucándiro, Michoacán, 3 de junio de 1823 - Ciudad de México, 8 de abril de 1886) fue un abogado, político de ideología liberal, poeta  y académico mexicano. Acompañó a Benito Juárez en su peregrinación durante la intervención francesa.

## Semblanza biográfica
Realizó sus estudios en Morelia obteniendo el título de abogado. Se trasladó a la Ciudad de México en donde su unió a la Academia de Letrán. Participó en la defensa del país durante la invasión estadounidense. Llegó a ser desterrado por Antonio López de Santa Anna. Fue elegido diputado del Congreso Constituyente de 1857, formó parte de la Comisión de Industria y estuvo a favor de la desamortización de los bienes eclesiásticos o Ley Lerdo.
Durante la intervención francesa se unió a la peregrinación de Benito Juárez. Una vez que fue restaurada la república, nuevamente, fue elegido diputado. En 1869 dirigió la Academia de San Carlos. En 1882 fue nombrado miembro de número de la Academia Mexicana de la Lengua, ocupó la silla VIII.  Murió en la Ciudad de México el 8 de abril de 1886.

## Obras publicadas
Publicó estudios históricos y poemas poco antes de la invasión estadounidense en revistas literarias como El Museo Mexicano y El Liceo Mexicano. Contribuyó a la obra colectiva Apuntes para la historia de la guerra entre México y los Estados Unidos, obra que Santa Anna censuró por "considerarla ofensiva para el decoro de la República".  Su obra poética fue publicada en dos volúmenes con el nombre de Poesías, su estilo pertenece al romanticismo mexicano, sus poemas fueron variados: poesía religiosa, patriótica, descriptiva, narrativa, erótica, elgiaca, dramática, romances moriscos y leyendas.